# Nuoto ai campionati mondiali di nuoto 2015 - Staffetta 4x200 metri stile libero femminile
La gara della staffetta 4x200 metri stile libero femminile si è svolta il 6 agosto 2015 presso la Kazan Arena e vi hanno preso parte 72 atleti, raggruppati in 18 squadre nazionali. Le batterie si sono svolte nella sessione mattutina, la finale in quella serale.

## Medaglie
| Posizione | Nazione     | Atleti |
| --------- | ----------- | --- |
| Oro       | Stati Uniti | Missy Franklin Leah Smith Katie McLaughlin Katie Ledecky Cierra Runge* Chelsea Chenault* Shannon Vreeland* |
| Argento   | Italia      | Alice Mizzau Erica Musso Chiara Masini Luccetti Federica Pellegrini                                        |
| Bronzo    | Cina        | Qiu Yuhan Guo Junjun Zhang Yufei Shen Duo Shao Yiwen* Zhang Yuhan*                                         |

* Atleti che hanno partecipato solo alle batterie

## Record
Prima della manifestazione il record del mondo (WR) e il record dei campionati (CR) erano i seguenti.
| Record mondiale       | 7'42"08 | Cina Yang Yu (1'55"47) Zhu Qianwei (1'55"79) Liu Jing (1'56"09) Pang Jiaying (1'54"73) | 30 luglio 2009 Roma, Italia |
| Record dei campionati | 7'42"08 | Cina Yang Yu (1'55"47) Zhu Qianwei (1'55"79) Liu Jing (1'56"09) Pang Jiaying (1'54"73) | 30 luglio 2009 Roma, Italia |

## Risultati

### Batterie
| Posizione | Batteria | Corsia | Nazione     | Atleti | Tempo   | Note |
| --------- | -------- | ------ | ----------- | --- | ------- | ---- |
| 1         | 2        | 3      | Italia      | Alice Mizzau (1:58.78) Erica Musso (1:58.05) Chiara Masini Luccetti (1:59.08) Federica Pellegrini (1:56.60)              | 7:52.51 | Q    |
| 2         | 1        | 5      | Stati Uniti | Leah Smith (1:57.52) Cierra Runge (1:58.65) Chelsea Chenault (1:58.04) Shannon Vreeland (1:58.40)                        | 7:52.61 | Q    |
| 3         | 2        | 5      | Australia   | Bronte Barratt (1:57.67) Jessica Ashwood (1:58.98) Leah Neale (1:57.69) Emma McKeon (1:58.32)                            | 7:52.66 | Q    |
| 4         | 2        | 8      | Svezia      | Louise Hansson (1:58.45) Michelle Coleman (1:58.18) Stina Gardell (2:01.25) Sarah Sjöström (1:55.69)                     | 7:53.57 | Q    |
| 5         | 2        | 2      | Cina        | Qiu Yuhan (1:56.93) Shao Yiwen (1:59.44) Zhang Yuhan (1:59.67) Guo Junjun (1:58.27)                                      | 7:54.31 | Q    |
| 6         | 2        | 4      | Giappone    | Chihiro Igarashi (1:58.52) Rikako Ikee (1:58.86) Sachi Mochida (1:58.36) Tomomi Aoki (1:58.84)                           | 7:54.58 | Q    |
| 7         | 2        | 9      | Regno Unito | Siobhan-Marie O'Connor (1:58.58) Rebecca Turner (1:58.47) Ellie Faulkner (1:59.21) Hannah Miley (1:58.73)                | 7:54.99 | Q    |
| 8         | 2        | 7      | Francia     | Charlotte Bonnet (1:57.33) Coralie Balmy (1:57.36) Margaux Fabre (1:59.93) Ophélie-Cyrielle Étienne (2:00.46)            | 7:55.08 | Q    |
| 9         | 1        | 6      | Russia      | Viktoriya Andreyeva (1:58.84) Veronika Popova (1:57.75) Arina Openysheva (1:59.11) Daria Mullakaeva (1:59.49)            | 7:55.19 |      |
| 10        | 1        | 0      | Brasile     | Manuella Lyrio (1:58.72) Jéssica Cavalheiro (1:59.64) Joanna Maranhão (1:59.57) Larissa Oliveira (1:59.22)               | 7:57.15 |      |
| 11        | 1        | 1      | Canada      | Katerine Savard (1:59.63) Aly Ackman (1:59.43) Emily Overholt (1:58.62) Kennedy Goss (1:59.63)                           | 7:57.31 |      |
| 12        | 1        | 4      | Germania    | Alexandra Wenk (2:01.21) Annika Bruhn (1:59.67) Marlene Huther (2:00.99) Johanna Friedrich (1:59.61)                     | 8:01.48 |      |
| 13        | 1        | 7      | Austria     | Lisa Zaiser (2:00.69) Claudia Hufnagl (2:00.82) Jördis Steinegger (2:00.58) Lena Kreundl (2:03.14)                       | 8:05.23 |      |
| 14        | 2        | 6      | Hong Kong   | Camille Cheng (2:00.79) Stephanie Au (2:03.30) Sze Hang Yu (2:01.65) Siobhán Haughey (2:00.77)                           | 8:06.51 |      |
| 15        | 2        | 0      | Svizzera    | Danielle Villars (2:02.69) Noemi Girardet (2:00.77) Martina van Berkel (2:03.26) Maria Ugolkova (2:01.87)                | 8:08.59 |      |
| 16        | 1        | 3      | Colombia    | Jessica Camposano (2:04.24) Isabella Arcila (2:06.47) Carolina Colorado Henao (2:04.56) Maria Alvarez Pugliese (2:03.77) | 8:19.04 |      |
| 17        | 1        | 2      | Turchia     | Gizem Bozkurt (2:03.04) Ekaterina Avramova (2:07.25) Halime Zülal Zeren (2:07.55) Merve Eroglu (2:06.55)                 | 8.24.39 |      |
| 18        | 2        | 1      | Singapore   | Quah Ting Wen (2:03.17) Amanda Lim (2:06.73) Marina Chan (2:09.02) Rachel Tseng (2:05.68)                                | 8:24.60 |      |
|           | 1        | 8      | Ungheria    | | DNS     |      |

### Finale
| Posizione | Corsia | Nazione     | Atleti | Tempo   | Note |
| --------- | ------ | ----------- | --- | ------- | ---- |
|           | 5      | Stati Uniti | Missy Franklin (1:55.95) Leah Smith (1:56.86) Katie McLaughlin (1:56.92) Katie Ledecky (1:55.64)            | 7:45.37 |      |
|           | 4      | Italia      | Alice Mizzau (1:57.50) Erica Musso (1:58.66) Chiara Masini Luccetti (1:57.52) Federica Pellegrini (1:54.73) | 7:48.41 |      |
|           | 2      | Cina        | Qiu Yuhan (1:56.88) Guo Junjun (1:57.55) Zhang Yufei (1:58.73) Shen Duo (1:55.94)                           | 7:49.10 |      |
| 4         | 6      | Svezia      | Sarah Sjöström (1:54.31) Louise Hansson (1:57.72) Michelle Coleman (1:57.36) Ida Marko-Varga (2:00.85)      | 7:50.24 |      |
| 5         | 1      | Regno Unito | Siobhan-Marie O'Connor (1:57.78) Jazmin Carlin (1:56.35) Rebecca Turner (1:58.28) Hannah Miley (1:58.19)    | 7:50.60 |      |
| 6         | 3      | Australia   | Bronte Barratt (1:58.14) Jessica Ashwood (1:58.32) Leah Neale (1:58.29) Emma McKeon (1:56.27)               | 7:51.02 |      |
| 7         | 7      | Giappone    | Chihiro Igarashi (1:58.20) Rikako Ikee (1:57.70) Sachi Mochida (1:59.16) Tomomi Aoki (1:59.56)              | 7:54.62 |      |
| 8         | 8      | Francia     | Charlotte Bonnet (1:58.15) Coralie Balmy (1:57.59) Cloé Hache (1:59.76) Margaux Fabre (2:00.48)             | 7.55.98 |      |